# Teorie velkého impaktu

Představa vzniku Měsíce podle teorie velkého impaktu. L4 a L5 jsou označeny Lagrangeovy body. Pohled na soustavu Země-Theia je z jižního pólu Země.

Teorie velkého impaktu (anglicky The Giant Impact Formation, někdy také Big Splash) je vědecká hypotéza o srážce mladé planety Země (Prazemě) s hypotetickou protoplanetou Theiou. Hypotézou se vysvětluje vznik Měsíce, případně i vytvoření podmínek pro vznik života na Zemi.
Podle této hypotézy v době před 4,533 miliardami let došlo ke srážce (impaktu) vznikající Země s protoplanetou velikosti Marsu a hmotnosti 66×1019 až 84×1019 tun (11 až 14 procent hmotnosti Země). Tato srážka způsobila vyvržení materiálu ze Země a z Thei na oběžnou dráhu Prazemě. Z tohoto materiálu se vytvořil prstenec, který se postupně zformoval do podoby planetárního měsíce.
Podle jiných teorií se na formování Měsíce podílelo větší množství vesmírných objektů.

## Původ teorie
Již v roce 1898 se George Howard Darwin (syn Charlese Darwina) domníval, že se Měsíc ze Země oddělil a vzdálil odstředivou silou.
V 70. letech 20. století vyslovili A. G. W. Cameron a W. Ward hypotézu, že Měsíc vznikl při střetu Prazemě s tělesem desetkrát méně hmotným, než je hmotnost současné Země. S podobnou hypotézou přišli i W. K. Hartman a Donald R. Davis.
A. G. W. Cameron a W. Ward svou hypotézu založili na velkém momentu hybnosti, který má systém Země-Měsíc. Tento moment hybnosti je největší ze všech systémů planet a měsíců ve sluneční soustavě.
W. K. Hartman a Donald R. Davis na teorii velkého impaktu přišli při zkoumání, proč je na Měsíci málo chemického prvku železa.

## Současná teorie velkého impaktu

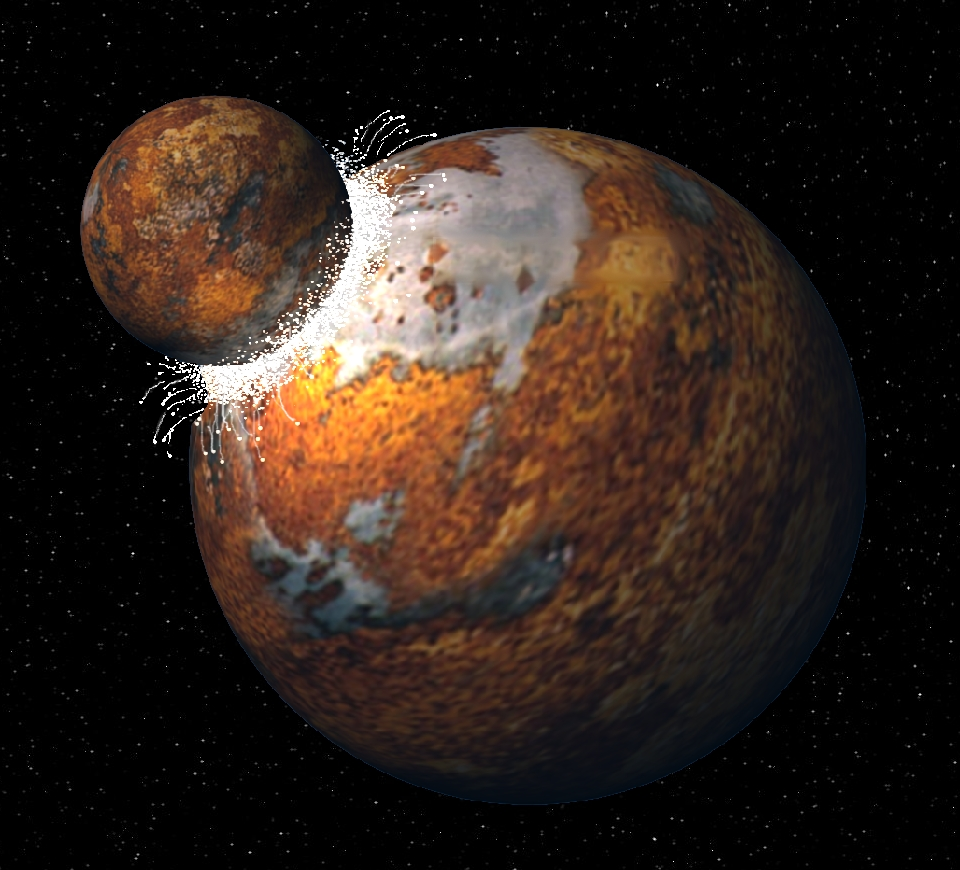
Umělecká představa srážky Thei se Zemí

Podle dřívějších poznatků vznikla Theia na oběžné dráze blízko oběžné dráhy Země, pravděpodobně v jednom z Lagrangeových bodů. Vzniklá protoplaneta Theia však měla vzhledem k Zemi velkou hmotnost, a proto vlivem gravitace došlo k přiblížení Thei k Zemi, až došlo k téměř tečné srážce.
Přiblížení obou protoplanet způsobilo rozžhavení obou plášťů těles v místě střetu a tento materiál vytvořil kolem Země prstenec, ze kterého vznikl Měsíc. Zbytek Thei dopadl na Zemi. Prstenec obíhající Zemi tvořilo 80 % materiálu z pláště Thei, ostatní byl materiál ze Země. Protože v tu dobu byl již materiál obou těles převážně diferenciován (železo bylo zkoncentrováno v jádru těles), vysvětluje se tak malé železné jádro Měsíce.
Podle novějších výpočtů nevzniklo z prstence obíhající hmoty jedno těleso, ale tělesa dvě. Menší těleso mělo poloměr asi 600 km (dnešní Měsíc má poloměr 1730 km). Tyto „protoměsíce“ se nacházely na kolizních drahách a proto se po čase srazily. Vysvětluje to rozdílný vzhled přivrácené a odvrácené strany Měsíce. Menší protoměsíc podle této teorie dopadl na tu část druhého tělesa, kterou dnes vidíme jako přivrácenou stranu Měsíce. Vytvořil zde rozsáhlé pánve („měsíční moře“), které se na odvrácené straně Měsíce nevyskytují.
Podle nejnovějších měření rozdílu izotopického složení vznikla Theia dále od Slunce. Ukazuje se také, že vzorky odebrané z jistých částí povrchu Měsíce (což byl také argument teorie impaktu), nemusejí být reprezentativní a odpovídat těm uvnitř Měsíce.
Impakt mohl dodat Zemi těkavé prvky jako uhlík, dusík a síru, které jsou důležité pro vznik života. I veškerá voda (hydrosféra) mohla být impaktem na Zem přinesena.

## Údaje podporující teorii velkého impaktu
Vznik protoplanety Thei v blízkosti Země podporuje podobný poměr izotopů kyslíku 16O, 17O a 18O na Zemi i na Měsíci. Teorii velkého impaktu podporuje velikost momentu hybnosti soustavy Země-Měsíc. Měsíční horniny obsahují málo těkavých prvků, takže Měsíc musel projít během svého vývoje obdobím vysokých teplot. Toto období nastalo při rozžhavení materiálu, ze kterého se vytvořil Měsíc.

## Další hypotézy vzniku Měsíce

### Vznik Měsíce odtržením ze Země
Tuto hypotézu poprvé vyslovil George Howard Darwin, když si uvědomil, že pokud se Měsíc od Země vzdaluje, musel být kdysi jeho součástí. Odtržení Měsíce vysvětlil velkou rotací Země a tím i velkou odstředivou silou.
V roce 1907 vyslovil astronom W. H. Pickering domněnku, že k odtržení došlo v oblasti Tichého oceánu a způsobilo odtržení Evropy od Ameriky.
Pro tuto teorii by musela mít soustava Země-Měsíc 3,7× větší moment hybnosti, než má nyní.

### Měsíc dvojče Země
Další z teorií je, že Měsíc vznikl současně se Zemí ze zárodečného oblaku. Podle této hypotézy by však obě tělesa musela obsahovat podobné složení materiálu, na Měsíci je však, na rozdíl od Země, málo těkavých prvků.

### Měsíc zachycen Zemí
Americký astronom T. J. J. See přišel s hypotézou, že Měsíc by mohl být tělesem zachyceným z okolí. Pak by ale musela mít soustava Země-Měsíc menší moment hybnosti, než má dnes.

### Impaktů bylo více
Podle teorie (Raluca Rufu, Weizmann Institute, a kol.) z roku 2017 mohlo být impaktů více, menších, a Měsíc ve své současné podobě se zformoval až na oběžné dráze Země z menších těles.